# Keolis Bordeaux Métropole Mobilités
Keolis Bordeaux Métropole Mobilités ou KB2M est la société gérant le réseau de transport en commun Transports Bordeaux Métropole (TBM) qui dessert le périmètre des transports urbains de Bordeaux Métropole.

## Présentation
Keolis Bordeaux, filiale du groupe Keolis, a signé un contrat de délégation de service public pour l’exploitation du réseau de Tram et bus de la Communauté urbaine de Bordeaux (Tbc) pour la période 2009-2014. La marque TBC était apparue en 2004, faisant suite à la CGFTE. La société est devenue Keolis Bordeaux Métropole en 2015, et le réseau change de nom en 2016 pour devenir Transports Bordeaux Métropole.
L’organisation du réseau de transports en commun de Bordeaux est réalisée conjointement par Bordeaux Métropole (qui définit l’offre -tracé, fréquences- ainsi que la politique tarifaire, et supporte les investissements lourds) et par Keolis Bordeaux Métropole qui assure la gestion du réseau et veille à son fonctionnement. À l'occasion de cette reprise, le 22 février 2010, Keolis Bordeaux et la Communauté Urbaine de Bordeaux, devenue Métropole depuis, ont restructuré le réseau. Le service de bus est mis au même niveau que le tramway afin d'améliorer la desserte du réseau de bus et de désengorger le tramway. La mise en place de l'intermodalité, qui multiplie les possibilités de connexions entre modes de transports différents, est également un élément clé de cette restructuration.

Logo de 2009 à 2017.
Logo de 2017 à 2022.
- Logo depuis 2023.

## Le réseau TBM

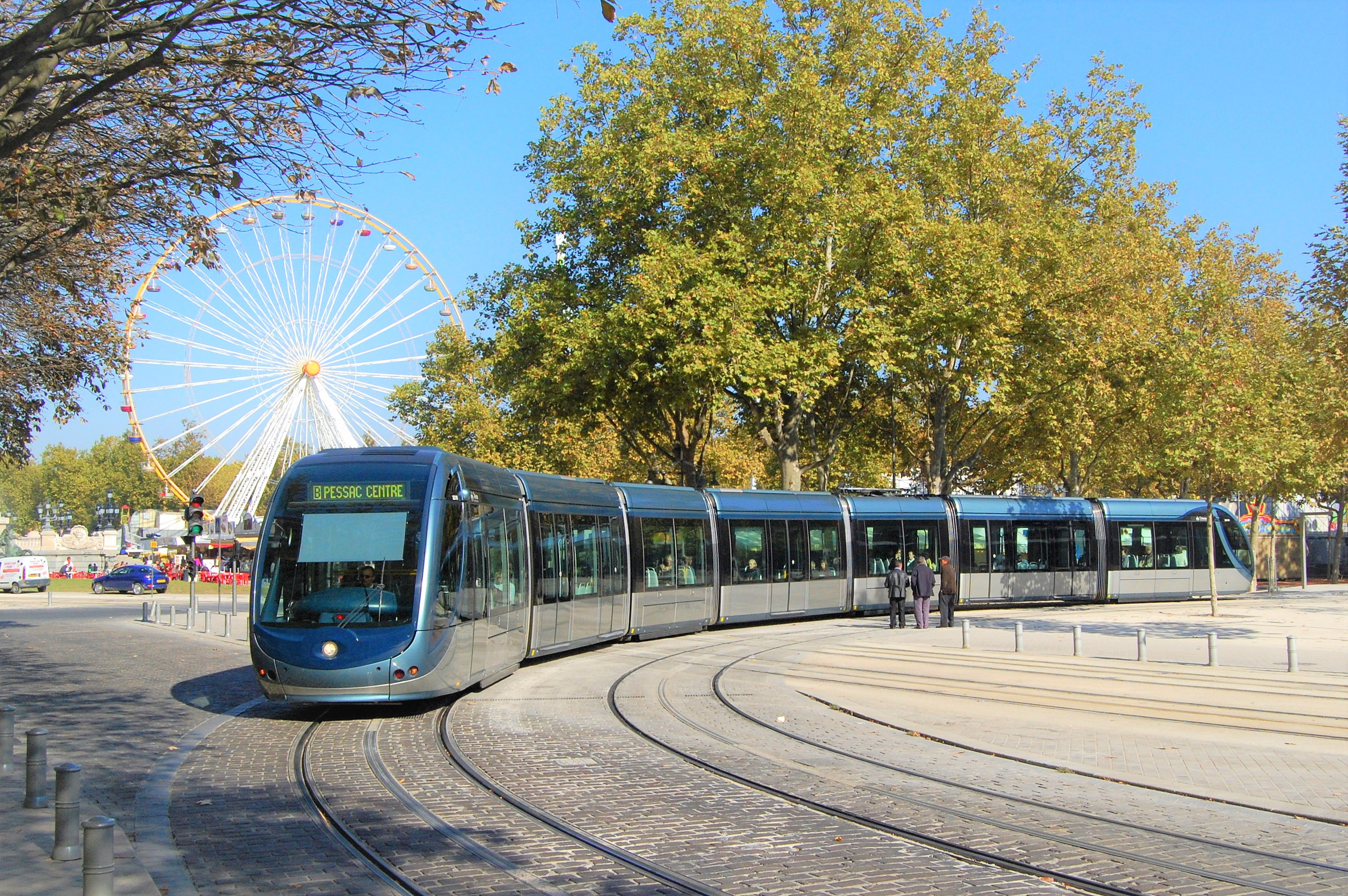
Rame du tramway de Bordeaux.

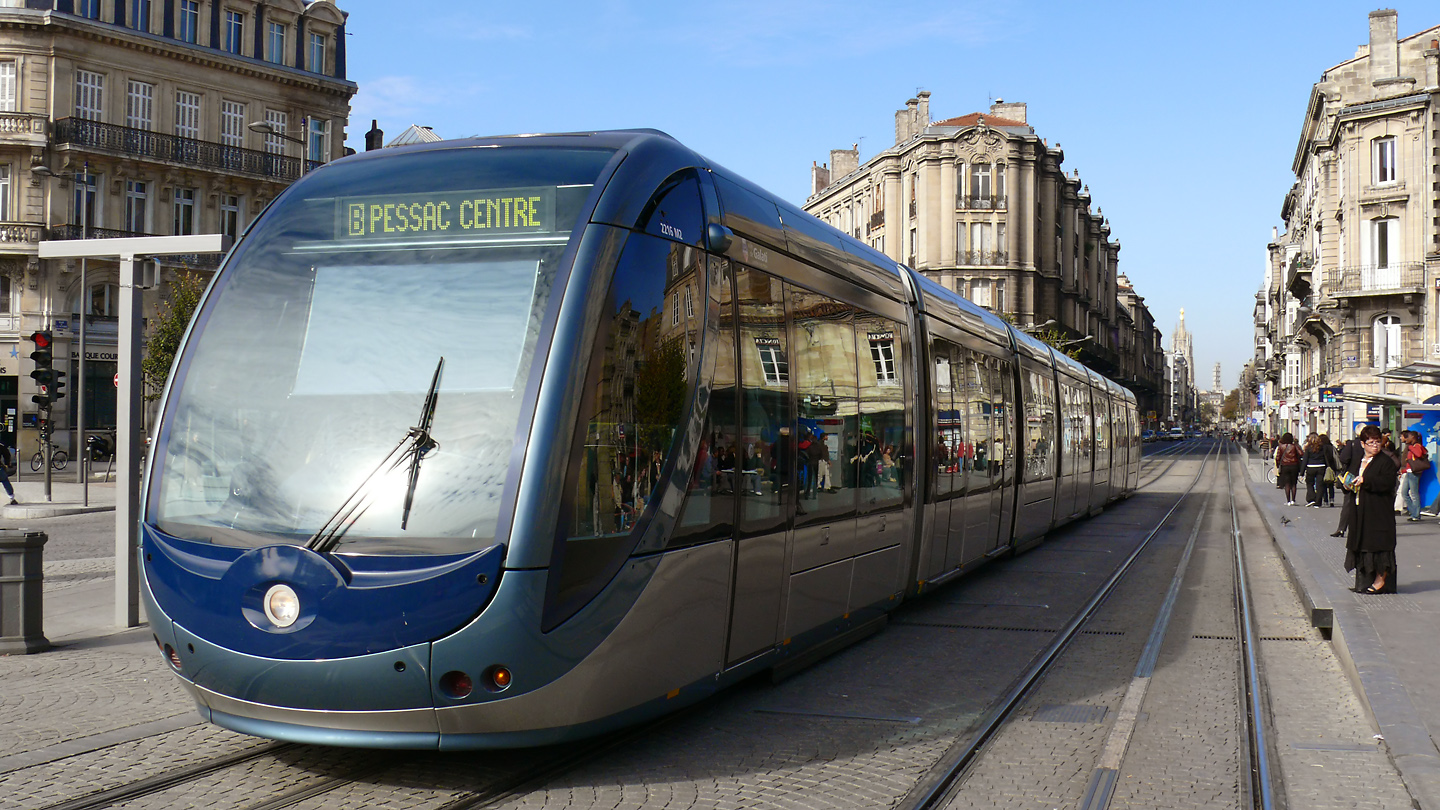
Ligne B à Victoire.

Le réseau TBM, qui dessert les 28 communes de Bordeaux Métropole, est composé de 4 lignes de tram, 79 lignes de bus régulières, 2 lignes BATO (service de navettes fluviales) et de 2000 VCub, vélos en libre service. 27 Parcs relais ainsi que 28 abris vélos sécurisés viennent compléter l'offre.

### Le tramway
La ligne A, la ligne B, la ligne C et La ligne D fonctionnent du lundi au dimanche de 5 heures à minuit (jusqu'à 1 heure les jeudi, vendredi, samedi) et desservant les 27 Parcs Relais gardiennés à proximité des stations de tramway. Ce tramway a été construit après l'abandon par la mairie de Bordeaux du projet de métro VAL. Le réseau tramway représente 77 km.
Le tramway est utilisé par plus de 290 000 personnes chaque jour sur l’année 2018, dont :
- 111 000 personnes par jour pour la ligne A
- 99 000 personnes par jour pour la ligne B
- 80 000 personnes par jour pour la ligne C
- La ligne D n’était pas construite en 2018

### Lignes de bus et transport à la demande
Le réseau de bus est composé de 79 lignes de bus et de transport à la demande, hiérarchisé en plusieurs catégories de lignes dont treize « lianes », lignes de bus structurantes.

## VCUB
Les VCub, au nombre de 2 000, en location courte ou longue durée, sont accessibles grâce à une adhésion 24 heures, 7 jours, un mois ou un an. 174 stations équipées de 20 à 40 vélos en libre service sont réparties sur l’agglomération bordelaise, à proximité d’un arrêt de bus ou d’une station de tram.

## Mobibus
Les 44 véhicules adaptés de ce service assurent les déplacements des personnes à mobilité réduite, qui ne peuvent prendre les transports en commun seules ou accompagnées. Mobibus s’adresse aux personnes domiciliées sur l’une des communes de l’agglomération bordelaise et intervient à la demande : sur réservation par téléphone jusqu’au jour même du déplacement.

## Les développements du réseau
Projets notables de Bordeaux Métropole pour le développement du réseau TBM :
- la mise en place progressive d'un nouveau plan de circulation permettant de remettre des rues à double sens favorables à la lisibilité du réseau de bus,
- la prise en compte progressive des bus dans la circulation générale et début d'études de couloirs à contre sens (rues Fondaudège ou République/Judaïque entre autres),
- la réalisation d'études visant à faciliter le franchissement des barrières extrêmement pénalisant pour la vitesse commerciale des bus,
- le souhait de développer de véritables Bus à haut niveau de service (BHNS) comme ceux de Rouen (TEOR) ou Nantes (Busway), notamment dans des secteurs non desservis par le tramway à moyen terme (Lianes 3 vers Saint-Médard-en-Jalles, etc.),
- l'accessibilité progressive des arrêts, en vertu de la Loi handicap qui impose la mise au norme de la chaîne du déplacement (qui comprend le cadre bâti, la voirie, les aménagements des espaces publics, les systèmes de transport et leur intermodalité) aux personnes handicapées ou à mobilité réduite d'ici 2015.

## Chiffres[4]
- 2 800 salariés dont 1 838 conducteurs
- 130 rames de tramway (88 Citadis 402, 33 Citadis 302)
- 567 autobus (dont 279 bus GNV, 28 bus hybrides)
- 3 navettes fluviales (4 nouveaux bateaux supplémentaires d’ici 2025)
- 2000 vélos, dont la moitié à assistance électrique
- 141 millions de voyages en 2016
- 2,6 millions d’emprunts VCub en 2016

## Le SAEIV
Le SAEIV (Système d'Aide à l'Exploitation et à l'Information des Voyageurs) est arrivé début 2014, et pratiquement tous les bus sont équipés d'écrans, de bandeaux à diodes et du système d'annonces sonores. C'est un système qui fonctionne en temps réel, avec un système de GPS, et qui informe les voyageurs et les conducteurs sur le temps et la position des bus, en indiquant la ligne, les arrêts, les correspondances, la direction et l'heure.